# Cesare G. Romana
Cesare G. Romana (Sassello, 11 maggio 1942 – 26 dicembre 2020) è stato un critico musicale e giornalista italiano.

## Biografia
Cominciò a scrivere già a 19 anni, su Il Lavoro di Genova. Nel 1975 venne scelto da Indro Montanelli come critico musicale de Il Giornale: lasciò la redazione solo nel 2011.
Come critico musicale, fu molto attento al fenomeno dei cantautori, quali Bindi, Lauzi, Conte, Paoli, Tenco, De André.
Conobbe Fabrizio De André nel 1964, prima che si affermasse come cantautore, diventandone un sincero amico per tutta la vita.
Nel 1991 pubblicò "Amico Fragile" per Sperling & Kupfer, libro dove Fabrizio De André si raccontò in maniera autobiografica.
Nel 1999 firmò un articolo a ricordo dell'amico appena scomparso, con titolo "Fabrizio, fratello mio poeta dell'anarchia".
Curò poi le biografie di Gino Paoli e di Paolo Conte.
Morì nel 2020, al termine di un periodo di malattia.

## Opere
- Cesare G. Romana e Aidano Schmuckher, Il mito di Govi, Mondani, 1986.
- Cesare G. Romana, Amico fragile, Sperling & Kupfer, 1991, ISBN 8820012146.
- Gino Paoli, Cesare G. Romana e Liliana Vavassori, Il mio fantasma blu: Gino Paoli si racconta a Cesare G. Romana e Liliana Vavassori, Milano, Sperling & Kupfer, 1996, ISBN 8820021420.
- Fernanda Pivano, Cesare G. Romana e Michele Serra, De André il corsaro, Interlinea, 2002, ISBN 8882123545.
- Cesare G. Romana, Smisurate preghiere, Arcana, 2005, ISBN 9788879663946.
- Cesare G. Romana, Quanta strada nei miei sandali: in viaggio con Paolo Conte, Arcana, 2006, ISBN 8879664271.